# Alexander Dyce
Alexander Dyce (ur. 30 czerwca 1798 w Edynburgu, zm. 15 maja 1869) – szkocki historyk literatury, którego staraniem ukazały się doskonałe wydania pisarzy angielskich (m.in. Marlowe, Shakespeare).